# Favara de Pego

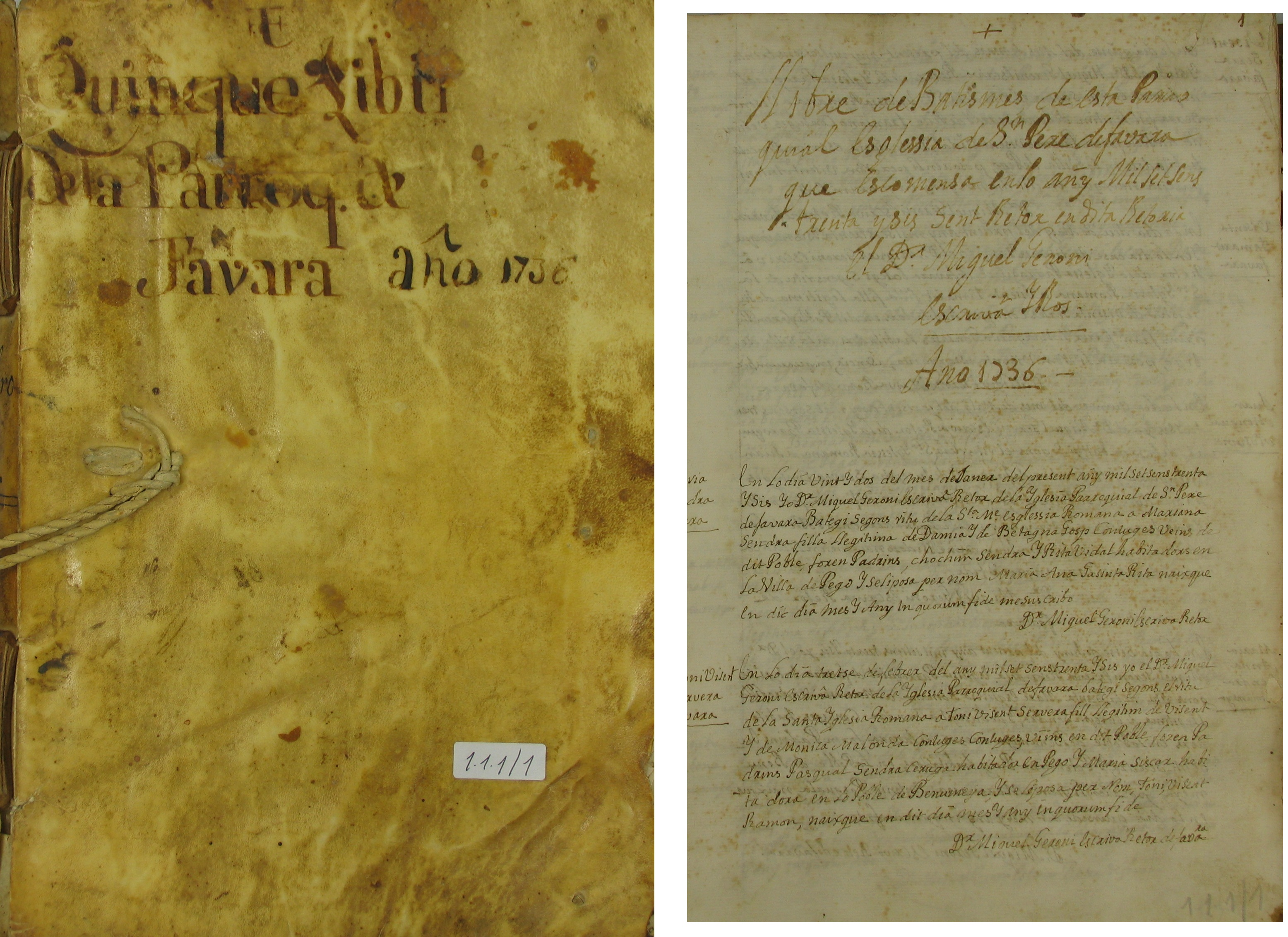
Portada y primera página escrita de los "Quinque Libri" del archivo parroquial de la Parroquia de San Pedro de Favara de Pego. Año 1736. Escrito en valenciano, siendo rector Mossén Miquel Geroni Escrivà. Conservado en el archivo diocesano de Valencia, procedente del archivo parroquial de Adsúbia.

Favara de Pego, Favara o Fabara (en árabe, "Fuente"), era un lugar situado en los valles de Pego.
Según el Nomenclátor de Sanchis-Sivera (1922), tenía una iglesia, dedicada a San Pedro, que pertenecía a la parroquia de Pego.
El 12 de abril de 1420, Juan de Salanova compró el lugar. En 1535 se separó eclesiásticamente de Pego, creándose una rectoría para moriscos y, más tarde, fue elevada a parroquia, como consta en los archivos que se conservan en la actual iglesia de Adsubia.
Como parroquia, tenía adscritas las alquerías de Adzaneta, Benumea, Atzúvia dels Roques, Atzúvia de Castillo y Atzúvia de Miró, siendo Favara donde los vecinos acudían a la celebración de la misa dominical y festiva, alternándose semanalment con la iglesia de San Sebastián de Benumea, que actualmente, aunque en ruinas, aún está en pie en el término de Pego.
De esta Parroquia de San Pedro de Favara de Pego, ya no queda nada, ya que en el siglo XX fue derruida. Allí se construyó un panteón privado, que más tarde fue trasladado al cementerio municipal de Pego. En tiempos de Escolano, su castillo estaba arruinado, y la alquería, que constaba de once casas, se despobló por completo con la expulsión musulmana, repoblándose por la Carta Puebla otorgada en 1611.
Actualmente es una partida del término municipal de Pego, a las afueras de la población, en la actual zona industrial, en la carretera CV-700 hacia Vergel.